# Piotr Babak
Piotr Korniejewicz Babak (ros. Пётр Корнеевич Бабак, ur. 24 sierpnia?/6 września 1914 we wsi Kostianiec w powiecie starokonstantynowskim w guberni wołyńskiej (obecnie w rejonie starokonstantynowskim w obwodzie chmielnickim), zm. 22 lutego 1992 w Kiszyniowie) – radziecki wojskowy, pułkownik, Bohater Związku Radzieckiego (1944).

## Życiorys
Urodził się w wielodzietnej (9 dzieci) biednej ukraińskiej rodzinie chłopskiej. Po ukończeniu 7-letniej szkoły pracował w kołchozie w rodzinnej wsi, w 1935 ukończył technikum pedagogiczne w mieście Proskurow (obecnie Chmielnicki), po czym pracował jako nauczyciel we wsi Seredincy w rejonie szepetowskim. W październiku 1936 został powołany do Armii Czerwonej, w 1939 ukończył kijowską szkołę piechoty. Brał udział w wojnie z Finlandią, za okazane w niej męstwo został odznaczony orderem. Od 1940 należał do WKP(b). Od 22 czerwca 1941 uczestniczył w wojnie z Niemcami, walczył na Froncie Południowo-Zachodnim jako szef sztabu batalionu powietrznodesantowego, biorąc udział w walkach obronnych na Ukrainie. We wrześniu 1941 został odwołany z frontu i skierowany na szkolenie, w 1942 ukończył kursy dowódców pułków piechoty. Od marca do maja 1942 walczył na Froncie Północno-Zachodnim, we wrześniu 1942 został zastępcą dowódcy 114 gwardyjskiego pułku piechoty 37 Gwardyjskiej Dywizji Piechoty w 4 Armii Pancernej i 62 Armii na Froncie Stalingradzkim. Brał udział w bitwie pod Stalingradem i później w dalszych walkach na Froncie Zachodnim, 14 lipca 1943 został ranny. Od września 1943 do końca wojny dowodził 479 pułkiem piechoty w 149 Dywizji w składzie 65, 13 i 3 Gwardyjskiej Armii na Froncie Centralnym, od października 1943 Białoruskim i od grudnia 1943 1 Ukraińskim. 15/16 października 1943 brał udział w forsowaniu Dniepru w obwodzie homelskim; za zasługi bojowe w bitwie o Dniepr został przedstawiony do odznaczenia tytułem Bohatera Związku Radzieckiego. Uczestniczył w operacji homelsko-rzeczyskiej (listopad 1943), operacji kijowskiej (listopad-grudzień 1943), operacji żytomiersko-berdyczowskiej (grudzień 1943-styczeń 1944), korsuń-szewczenkowskiej (luty 1944) i proskurowsko-czerniowieckiej (marzec-kwiecień 1944). Szczególnie wyróżnił się w operacji lwowsko-sandomierskiej. W nocy na 1 sierpnia 1944 dowodzony przez niego pułk sforsował Wisłę w okolicach Dębna w powiecie opatowskim, następnie odpierał niemieckie kontrataki, zajmując przyczółek. Zimą 1945 brał udział w operacji wiślańsko-odrzańskiej, zadając wrogowi duże straty. W 1949 ukończył Akademię Wojskową im. Frunzego, w 1956 zakończył służbę w stopniu pułkownika.

## Odznaczenia
- Złota Gwiazda Bohatera Związku Radzieckiego (23 września 1944)
- Order Lenina (23 września 1944)
- Order Czerwonego Sztandaru (trzykrotnie, m.in. 8 kwietnia 1940)
- Order Suworowa III klasy (4 listopada 1943)
- Order Wojny Ojczyźnianej I klasy (dwukrotnie, 18 czerwca 1944 i 11 marca 1985)
- Order Czerwonej Gwiazdy (dwukrotnie, w tym 4 listopada 1942)
- Medal „Za obronę Stalingradu”

I inne.